# Mips AB
Mips AB är ett svenskt industriföretag med säte i Stockholm, som utvecklar och tillverkar skyddshjälmar för cyklister, ryttare, skid- och snowboardåkare, bergsklättrare med flera. Det grundades 2001 och har sitt säte i Stockholm.
Företaget grundas på forsknings- och utvecklingsarbete av Hans von Holst, Peter Halldin och Svein Kleiven från 1996 och framåt. Den första hjälmen, en ridhjälm, introducerades 2007.
Mips noteras på Stockholmsbörsen sedan 2017. 2019 fick grundarna till MIPS, Peter Halldin, Hans von Holst och Svein Kleiven motta Polhemspriset.